# Gino de Finetti
Gino de Finetti (Pisino, 9 maggio 1877 – Gorizia, 5 agosto 1955) è stato un pittore, illustratore e grafico italiano. Nato in Istria, de Finetti ebbe un'infanzia caratterizzata da diversi trasferimenti in virtù del lavoro del padre, ingegnere ferroviario. Frequentate le scuole a Trieste, si formò artisticamente a Monaco di Baviera e visse lungamente in Germania fino al 1934, anno in cui l'ascesa del regime nazista lo convinse a tornare in Italia. Fu prolifico illustratore, vignettista e grafico.

## Biografia
Gino de Finetti nacque a Pisino, in Istria, il 9 maggio del 1877 (alcune fonti indicano il 9 di agosto) da Giovanni Battista de Finetti e Anna Radaelli. Il padre, ingegnere ferroviario, aveva origini nobili e apparteneva a una famiglia di Gradisca d'Isonzo, mentre la madre proveniva da Roncade. Alla nascita di Gino, la famiglia si trovava in Istria poiché il padre sovraintendeva alla costruzione della ferrovia che collegava Trieste a Pola. L'occupazione del padre portò la famiglia a frequenti trasferimenti, e de Finetti crebbe tra Tarvisio, Vienna, Gorizia, Innsbruck e Trieste (dove si stabilirono nel 1884).
Fin da giovanissimo de Finetti mostrò attitudine e passione per il disegno, legandosi particolarmente all'arte del Tintoretto, e dopo studi classici nel 1895 si trasferì a Monaco di Baviera dove dapprima si iscrisse alla Technische Hochschule (scuola superiore tecnica) e nel 1897 all'Accademia di belle arti di Monaco di Baviera. All'accademia monacense divenne amico di Albert Weisgerber, un altro studente e futuro illustratore di vaglia, e seguì con particolare attenzione le lezioni del professor Heinrich von Zügel, specializzato nella pittura en plein air (all'aria aperta) e in quadri raffiguranti animali (specialmente cavalli). Conclusi gli studi accademici, de Finetti trascorse un periodo in Boemia per dedicarsi alla pittura immerso nella natura boschiva di tale regione. Dal 1901 al 1903 fu a Graz, in Austria, a prestare servizio militare.
Terminato il servizio militare, de Finetti rientrò a Monaco dove collaborò con le sue illustrazioni alla rivista Jugend. Nel 1904 si spostò a Berlino, dove lavorò per gli editori Ullstein e Scherl e collaborò con numerose riviste e periodici, sia come illustratore che come vignettista. Fu anche collaboratore di Max Reinhardt, contribuendo all'allestimento di alcuni spettacoli teatrali. Nel 1905 fece un viaggio a Parigi dove entrò a contatto con l'arte di Edgar Degas, Henri de Toulouse-Lautrec e Théodore Géricault. Nel medesimo anno iniziò la collaborazione con il periodico Simplicissimus, protrattasi fino al 1908. Nel 1906 espose per la prima volta con gli artisti della secessione di Berlino: la frequentazione di tali ambienti proseguì fino alla prima metà degli anni '30, anche come membro della giuria di alcune esposizioni.
Nel 1911 si sposò con Martha Bermann, tedesca di Hannover, e aprì uno studio a Berlino, rendendola sua residenza stabile. Nello stesso anno un viaggio a Parigi lo portò a frequentare l'ambiente teatrale, tra cui i cosiddetti Ballets russes (balletti russi) organizzati da Sergej Pavlovič Djagilev. Sempre nell'ambito teatrale, a Berlino lavorò spesso al Deutsches Theater come decoratore. De Finetti pertanto operava come illustratore, grafico pubblicitario, pittore (in special modo a partire dal 1912) e vignettista satirico, collaborando con numerosi periodici tra cui Lustige Blätter, Berliner Zeitung am Mittag e Sankt Georg.
Allo scoppio della prima guerra mondiale de Finetti scelse di non lasciare la Germania e lavorò presso giornali e nella produzione di manifesti pubblicitari: la morte del padre del 1919 lo portò però a frequentare maggiormente l'Italia. Nel 1920 partecipò per la prima volta alla Biennale di Venezia, che lo vide poi tornare in diverse edizioni seguenti (1924, 1928, 1932, 1934, 1953). Sue mostre furono organizzate sia in Germania che all'estero (Polonia, Paesi Bassi, Francia). Nel 1924 una sua mostra personale a Milano ottenne discreto successo. Nel 1922 allestì uno studio presso la villa di famiglia nel comune di Mariano del Friuli, nella frazione Corona: la dimora fungeva sia da abitazione che da studio. Nel 1926 una mostra ad Amsterdam lo vide esporre con il pittore triestino Adolfo Levier. Nel 1928 espose nuovamente ad Amsterdam in occasione dei Giochi olimpici ivi svoltisi. In Italia fu noto specialmente per le sue stampe a tema sportivo (in special modo l'equitazione fu spesso al centro delle sue opere). Alfredo Stendardo del Giornale d'Italia definì de Finetti «il pittore del movimento, il pittore della vibrazione, il pittore della vita».
Nel 1934 l'ascesa del regime nazista in Germania persuase i coniugi de Finetti a lasciare il Paese e trasferirsi in Italia, nella villa di Corona. Rientrato in patria, l'artista si dedicò sia alla pittura che all'illustrazione, disegnando peraltro per la Gazzetta dello Sport. Espose frequentemente alle mostre cosiddette sindacali (cioè dell'organizzazione sindacale degli artisti legata al partito fascista) a Trieste. Dal 1935 al 1938 il pittore ebbe un periodo di frequenti esposizioni in Polonia, Bulgaria, Ungheria e in Italia a Napoli.
La seconda guerra mondiale fu ripresa poi come tema dal de Finetti nelle sue opere più tarde: una di queste s'intitolava Gli infoibati, dedicato ai massacri delle foibe. Nel 1948 a Londra de Finetti prese parte alle competizioni di Arte ai Giochi della XIV Olimpiade nelle discipline di pittura e di grafica. Nel 1950 produsse l'opera Via Crucis, esposta presso la Chiesa dei Santi Maria e Zenone a Corona. De Finetti morì improvvisamente a Gorizia il 5 agosto 1955, colto da infarto mentre si trovava presso l'ufficio postale cittadino.